# Calosota risbeci
Calosota risbeci är en stekelart som beskrevs av Boucek 1976. Calosota risbeci ingår i släktet Calosota och familjen hoppglanssteklar. Inga underarter finns listade.